# Pistolet Schwarzlose Modell 1908
Modell 1908 – pistolet samopowtarzalny skonstruowany przez Andreasa Wilhelma Schwarzlose.
Andreas Wilhelm Schwarzlose zajmował się konstruowaniem pistoletów samopowtarzalnych od 1892 roku, jednak żadna z jego wczesnych konstrukcji nie była produkowana seryjnie. Dopiero po wprowadzeniu do uzbrojenia armii Austro-Węgier ckm-u Schwarzlose MG M. 07 w 1905 roku Schwarzlose zdecydował się uruchomić produkcję pistoletu samopowtarzalnego we własnej fabryce.
W odróżnieniu od wcześniejszych konstrukcji Andreasa Wilhelma Schwarzlose był to kieszonkowy pistolet samopowtarzalny przeznaczony do sprzedaży na rynku cywilnym. Pistolet Modell 1908 był produkowany od 1908 roku.

## Opis
Modell 1908 był bronią samopowtarzalną. Zasada działania oparta na wyrzucie lufy. Pistolet posiadał nieruchomy zamek połączony ze szkieletem. Po wystrzale lufa była wyrzucana do przodu. W czasie tego ruchu napinała sprężynę powrotną umieszczoną pod lufą. Jednocześnie następowała ekstrakcja łuski. Następnie lufa powracała w tylne położenie nasuwając się na nowy nabój i napinając kurek. Mechanizm uderzeniowy kurkowy, z kurkiem wewnętrznym.
Modell 1908 był wyposażony w automatyczny bezpiecznik chwytowy. Miał on postać dźwigni umieszczonej w przedniej części chwytu. Ściągnięcie spustu było możliwe dopiero po prawidłowym ujęciu pistoletu. Bezpiecznik po wciśnięciu można było zablokować w tej pozycji przy pomocy zaczepu umieszczonego z lewej strony chwytu.
M1908 był zasilany z jednorzędowego magazynka pudełkowego o pojemności siedmiu naboi. Gniazdo magazynka znajdowało się w chwycie pistoletowym. Zatrzask magazynka znajdował się w dolnej części chwytu.
Lufa gwintowana, posiadała cztery bruzdy prawoskrętne.
Przyrządy celownicze mechaniczne, stałe (muszka i szczerbinka).